# Halil Akkaş
Halil Akkaş (Turquía, 1 de julio de 1983) es un atleta turco especializado en la prueba de 3000 m, en la que consiguió ser medallista de bronce europeo en pista cubierta en 2011.

## Carrera deportiva
En el Campeonato Europeo de Atletismo en Pista Cubierta de 2011 ganó la medalla de bronce en los 3000 metros, con un tiempo de 7:54.19 segundos, tras el británico Mo Farah y el azerbayano Hayle Ibrahimov (plata).